# Anthophora citreostrigata
Anthophora citreostrigata är en biart som beskrevs av Dours 1868. Anthophora citreostrigata ingår i släktet pälsbin, och familjen långtungebin. Inga underarter finns listade i Catalogue of Life.